# Mary Elizabeth Flores Flake

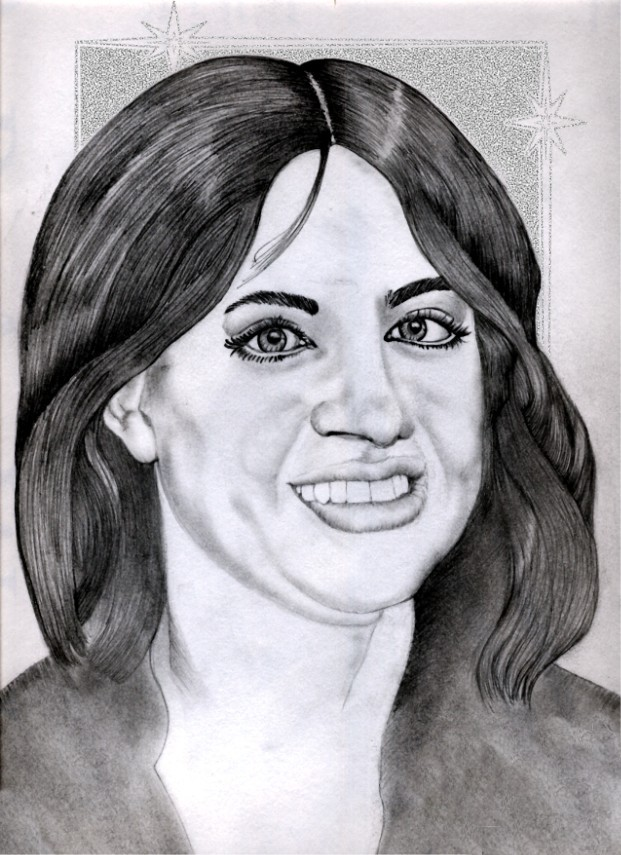
Mary Elizabeth Flores Flake

Mary Elizabeth Flores Flake (ur. 6 grudnia 1973) – honduraska polityk.
Ukończyła studia z zakresu komunikacji i prawa. Należy do Partii Liberalnej Hondurasu. W 2005 roku zasiadła w Zgromadzeniu Narodowym. Rok później została jego pierwszą przewodniczącą. 28 i 29 czerwca 2009 roku, po usunięciu prezydenta Manuela Zelayi, pełniła obowiązki przewodniczącej Zgromadzenia Narodowego, ponieważ Roberto Micheletti (dotychczasowy przewodniczący) został tymczasowym prezydentem Hondurasu. 17 kwietnia 2010 roku została powołana na stanowisko stałej przedstawicielki Hondurasu przy ONZ w Nowym Jorku. Swe obowiązki objęła 29 czerwca 2010 roku.
Jest córką Carlosa Roberta Flores Facussé i Mary Flake de Flores. Jest matką dwojga dzieci: Carlosa Eduarda i Sofii Isabel.